# Deeper Sin
Deeper Sin es el segundo EP de la banda finlandesa de metal gótico To/Die/For. Fue lanzado en el año 1998.

## Lista de canciones
1. "Farewell"
2. "It's a Sin"
3. "Ungrateful"
4. "The Scent of Your Blood"
5. "Dropping Down Red"

- Datos: Q5250603